# Scacco matto (Baraonna)
Scacco matto è il secondo album realizzato in studio dal quartetto vocale italiano Baraonna.

## Tracce
1. Janara
2. Favole
3. Ho spento i fari del cuore
4. Siamo nervosi
5. Filo 'e voce
6. Passa avanti!
7. Questa vita è un be-bop
8. Ci piace così
9. Le case nere
10. Anni venti a Bordighera
11. Polifonia
12. A mio figlio